# Jan Kaczmarek (samorządowiec)
Jan Kaczmarek (ur. 29 lipca 1946 w Poznaniu) – zastępca prezydenta miasta Poznania ds. nauki, kultury, kultury fizycznej, opieki społecznej oraz zdrowia i radny miasta Poznania (1990–1994).

## Życiorys
Ukończył III Liceum Ogólnokształcące im. św. Jana Kantego w Poznaniu, gdzie zdał maturę w 1964. W roku następnym zdał kolejny egzamin maturalny w Liceum Pedagogicznym w Poznaniu. Studiował na kierunku historycznym na Wydziale Filozoficzno-Historycznym Uniwersytetu im. Adama Mickiewicza w Poznaniu. Pracę zawodową rozpoczął, jako nauczyciel w Szkole Podstawowej w Otorowie, a następnie pracował w Ośrodku Szkolno-Wychowawczym dla Dzieci Głuchych w Poznaniu. W latach 1975–1981 był dyrektorem Zespołu Szkół dla Pracujących Nr 6 i Studium Zawodowego w Poznaniu. W 1982 roku uczestniczył w pracach mających na celu reaktywację Liceum ss. Urszulanek w Poznaniu, w którym pracował do 1994, jako profesor szkoły średniej.

## Osiągnięcia
Od 1981 członek „Solidarności”. W 1990 zostaje wybrany radnym Miasta Poznania na kadencję 1990–1994. Rada Miasta na wniosek Prezydenta Miasta Wojciecha Szczęsnego-Kaczmarka wybrała Jana Kaczmarka na członka zarządu miasta, jako zastępcę prezydenta ds. nauki, kultury, kultury fizycznej, opieki społecznej oraz zdrowia. W 1994 założył Poznańską Partię Miejską i został jej pierwszym prezesem. Jest pomysłodawcą powstania Festiwalu Teatralnego Malta, który pod nazwą Festiwal Malta trwa od 1992, za który otrzymał nagrodę - teatralną maskę, z okazji 20 lat festiwalu Malta. Od 1991 zasiada w Radzie Fundatorów Fundacji Rozwoju Miasta Poznania, od 2009 w jej zarządzie jako wiceprezes a od 2013 roku jako prezes fundacji. Pomysłodawca i organizator licznych wystaw na terenie Poznania, plenerów malarskich między innymi w Poznaniu, Żerkowie, Skokach, Zielonce, oraz konkursów i różnorodnych projektów między innymi takich jak: konkurs rzeźbiarski – fontanny dla miasta Poznania, – konkurs rzeźbiarski – „koziołki schodzą z wieży ratuszowej”, Poznań wczoraj, dziś, jutro, konkursy dla młodzieży szkół ponadgimnazjalnych, „Ławeczka”- pomnik upamiętniająca Klemensa Mikułę projektanta toru regatowego na Malcie, pomnik Wojciecha Szczęsnego-Kaczmarka na Cmentarzu Zasłużonych, nagroda im. Edwarda hr. Raczyńskiego, konkurs na powieść o Poznaniu, konkurs na powieść o Powstaniu Wielkopolskim, konkurs na powieść na rocznicę 300 lecia przybycia do Poznania „Bambrów”.

## Wybrane publikacje
Jako miłośnik dziejów miasta Poznania jest autorem kilkudziesięciu artykułów na temat jego historii, między innymi w Kronikach Miasta Poznania:
- Chwaliszewo: szkic monograficzny[12][13] (Kronika Miasta Poznania, 1981.07/09 R.49 Nr3)
- Jak stare Chwaliszewo ginęło w nurtach Warty[14] (Kronika Miasta Poznania, Warta KMP 1/2014])
- Królewski Zakład dla Głuchoniemych na Śródce w Poznaniu 1832-1914 (Kronika Miasta Poznania, Tom 65, Numer 1, 1997, s. 153-159)
- Ośrodek Szkolno-Wychowawczy dla Dzieci Głuchych w latach 1832-1982: rys monograficzny (Kronika Miasta Poznania, Tom 50, Numer 3-4, 1982, s. 33-44)
- Na roraty do św. Małgorzaty (Kronika Miasta Poznania, Tom 65, Numer 1, 1997, s. 200-206)
- Na Warcie nie zatrzymał się czas : chwaliszewskie wspominki[15] (Kronika Miasta Poznania, Tom 63, Numer 1, 1995, s. 171-178)

Autor między innymi książek o tematyce historii Poznania:
- W sercu Polski[16], Wydawnictwo Kontekst, 2009
- Nowoczesny Poznań[17][18][19], Wydawnictwo Kurpisz, 2010
- Chwaliszewo-Poznańska Wenecja[20][21], Wydawnictwo Posnania, 2011

## Odznaczenia
- Brązowy Medal za Zasługi dla Policji - 2016.07.14, przez Ministra Spraw Wewnętrznych i Administracji
- Srebrny Medal "Labor Omnia Vincit"[22] - 2016.07.29, przez Towarzystwo im. Hipolita Cegielskiego